# Abell-Katalog
Der Abell-Katalog (engl.: Abell catalog of rich clusters of galaxies) ist ein Katalog von 4073 Galaxienhaufen.
Die erste Version des Katalogs wurde 1958 von George Ogden Abell veröffentlicht, entstand durch Inspektion der rotempfindlichen Aufnahmen des Palomar Observatory Sky Survey mit Hilfe einer Lupe und enthielt 2712 Galaxienhaufen. 1989 wurde er um 1361 Haufen aus den zuvor nicht erfassten Teilen des Südhimmels ergänzt, die mit Hilfe von Aufnahmen des UK Schmidt-Teleskops gefunden wurden. Neben den Koordinaten wurden Kennzahlen für die Mitgliederzahl, Kompaktheit und ungefähre Entfernung des Haufens angegeben.

## Aufnahmekriterien
Jeder dieser Haufen umfasst mindestens 50 Galaxien zwischen der Helligkeit {\displaystyle m_{3}} des dritthellsten Haufenmitglieds und zwei Magnituden schwächer ({\displaystyle m_{3}+2}). Außerdem müssen die mindestens 50 Mitglieder, bei einer angenommenen Hubble-Konstante von {\displaystyle H_{0}\approx 70{\mathrm {km} }/({\mathrm {s\cdot Mpc} })}, in einem Radius von 2 Megaparsec liegen, dem Abell-Radius. Die Rotverschiebungen der Haufen gehen nominell bis {\displaystyle z=0{,}2}, tatsächlich wurden für etliche Abell-Haufen später auch größere Werte gemessen.

## Beispiele
- Abell 262 im Sternbild Andromeda.
- Abell 520 im Sternbild Orion.
- Abell 901 im Sternbild Löwe bildet zusammen mit Abell 902 einen Superhaufen.
- Abell S0373 Fornax-Galaxienhaufen: der zweitnächste Galaxienhaufen.
- Abell 1656 Coma-Galaxienhaufen: einer der bekanntesten Galaxienhaufen.
- Abell 1689 im Sternbild Jungfrau, eines der massenreichsten bekannten Objekte im Universum.
- Abell 1835 im Sternbild Jungfrau.
- Abell 2667 im Sternbild Bildhauer, durch den eine Kometengalaxie rast.
- Abell 3266 am Südsternhimmel, eine der größten Massenkonzentrationen im nahen Universum.
- Abell 3627 Norma-Galaxienhaufen: mit nur 210 Millionen Lichtjahren Entfernung ein recht naher und bekannter Galaxienhaufen.

HST-Aufnahme von Abell S1063
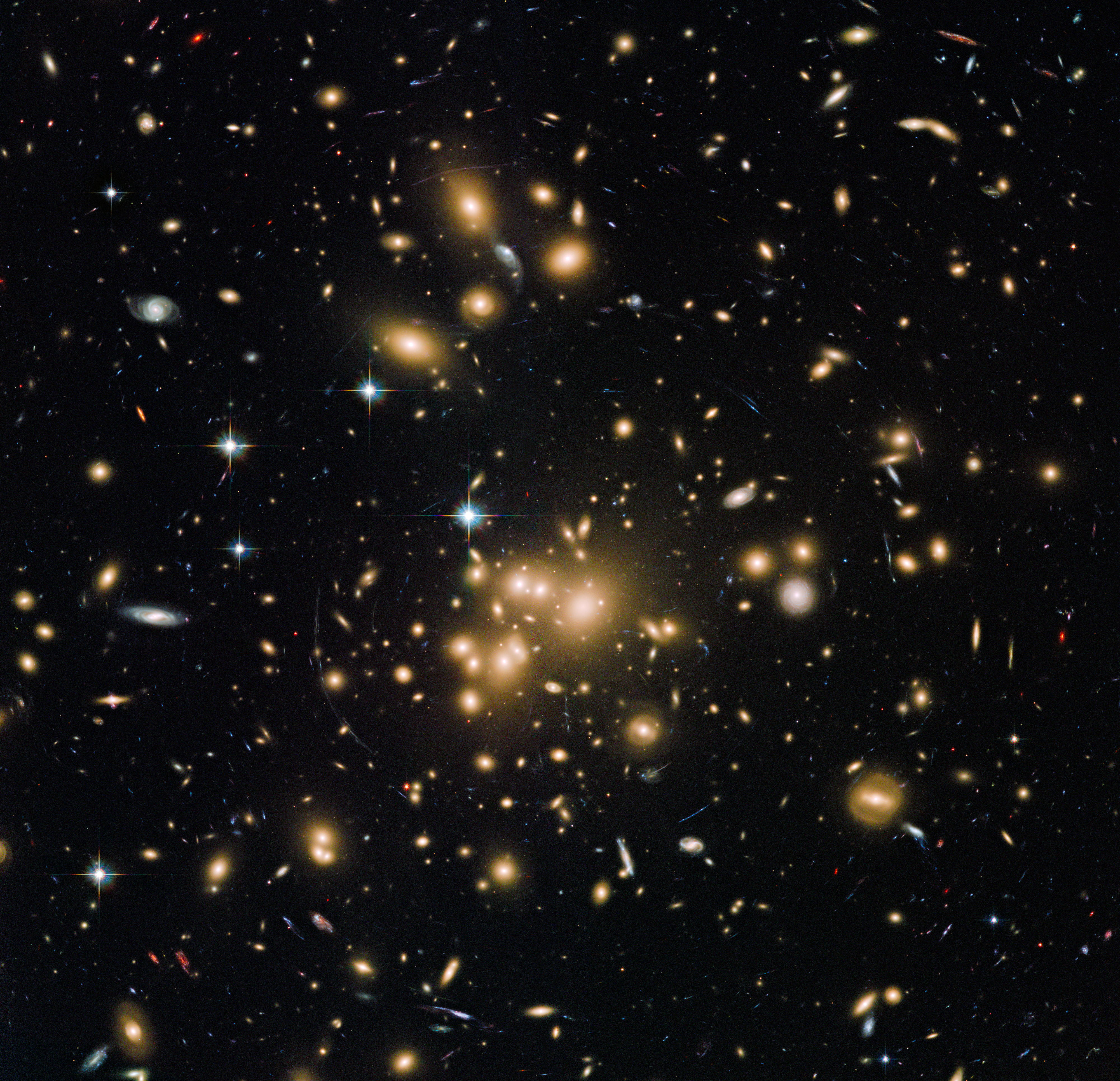
HST-Aufnahme von Abell 1689
HST-Aufnahme von Abell 2218
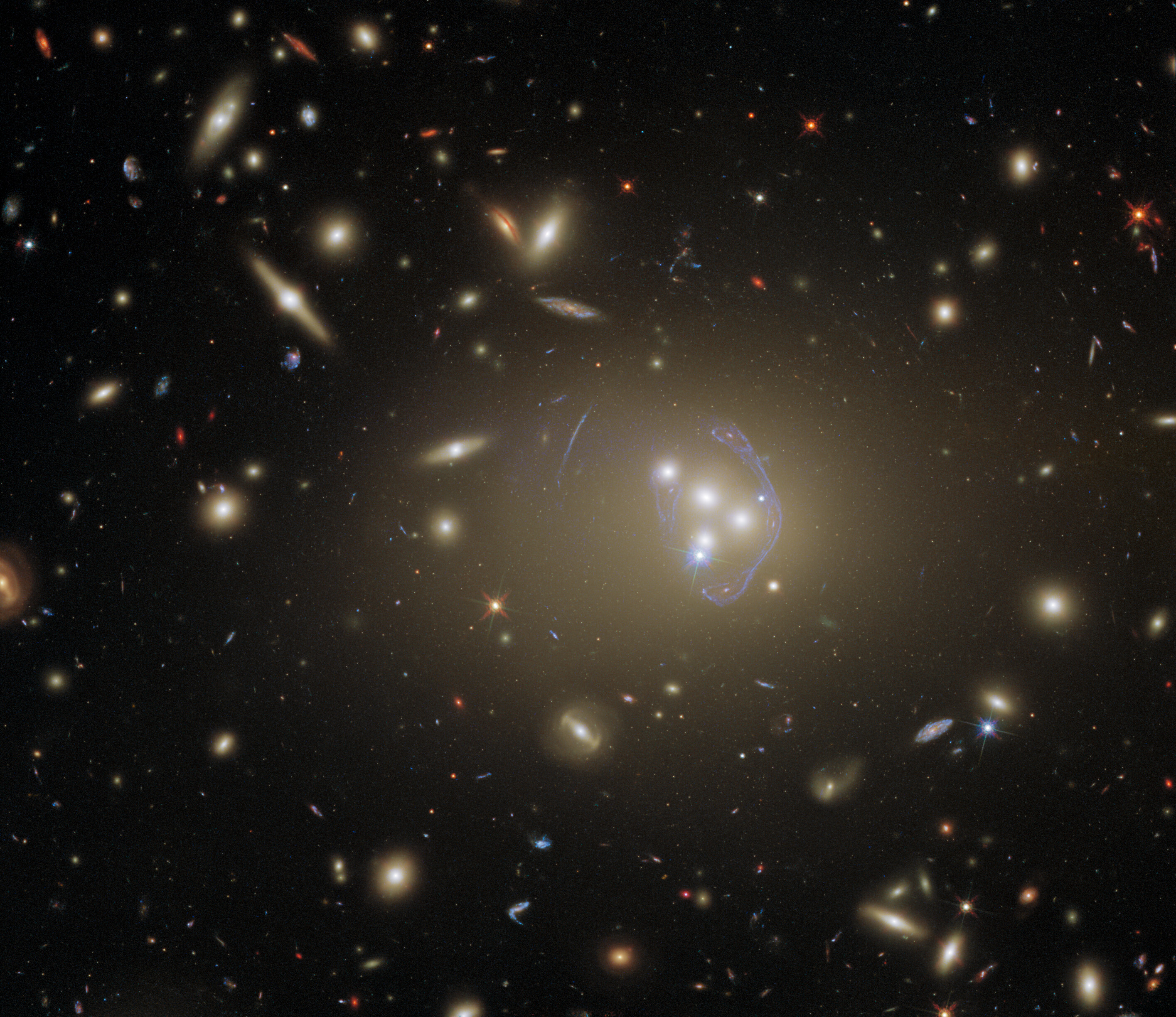
Abell 3827
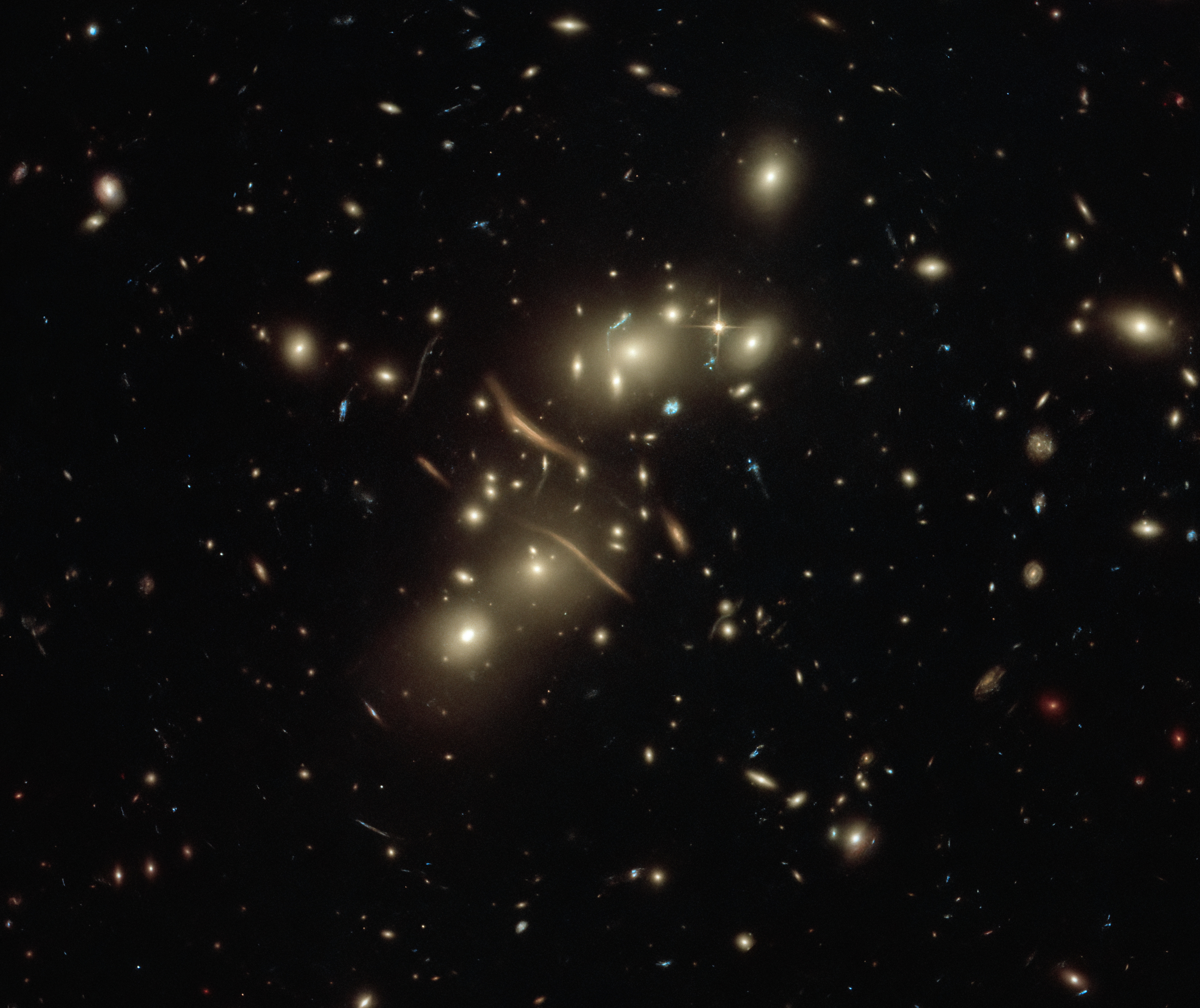
Abell 2813
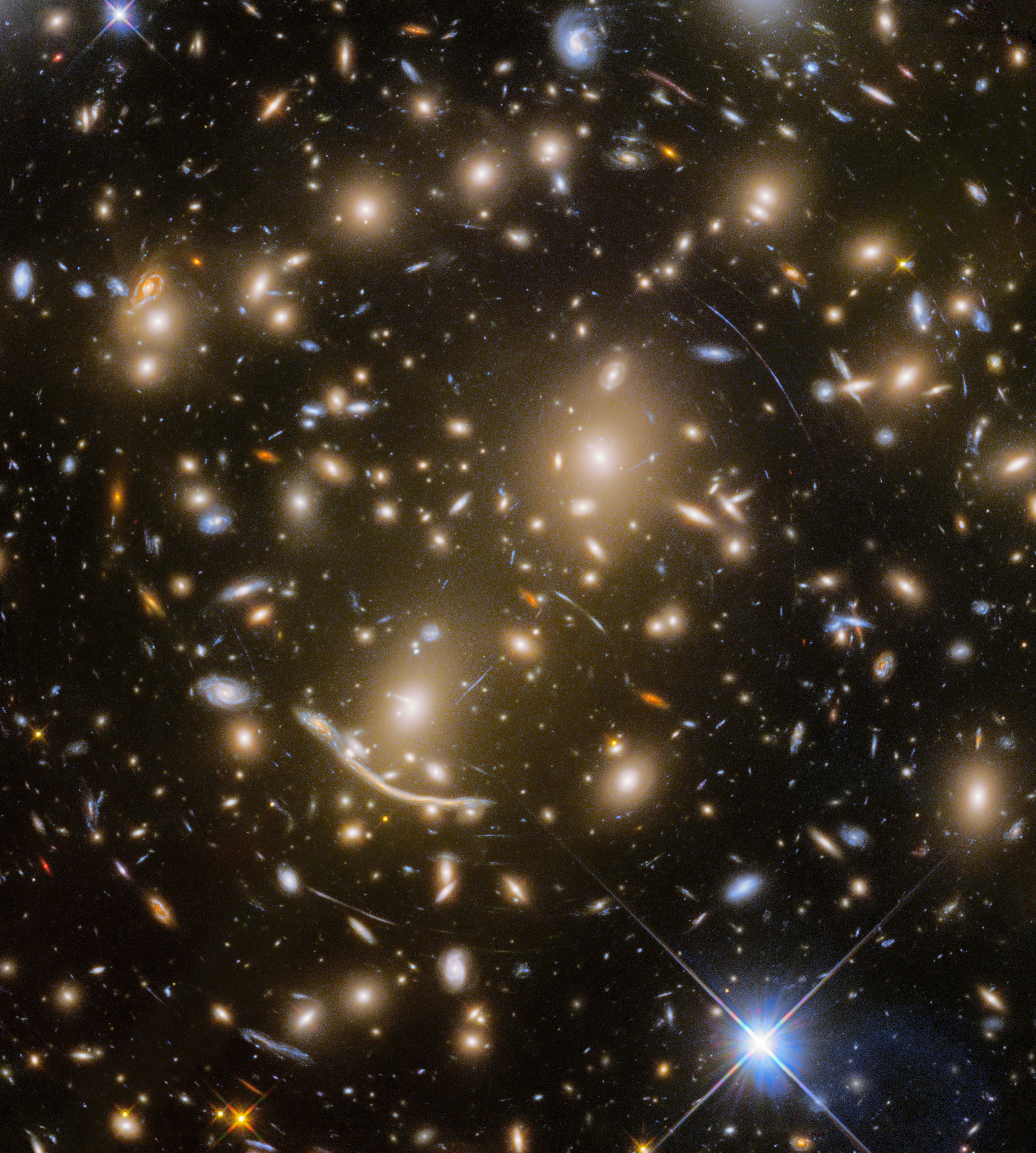
Abell 370
Abell 68
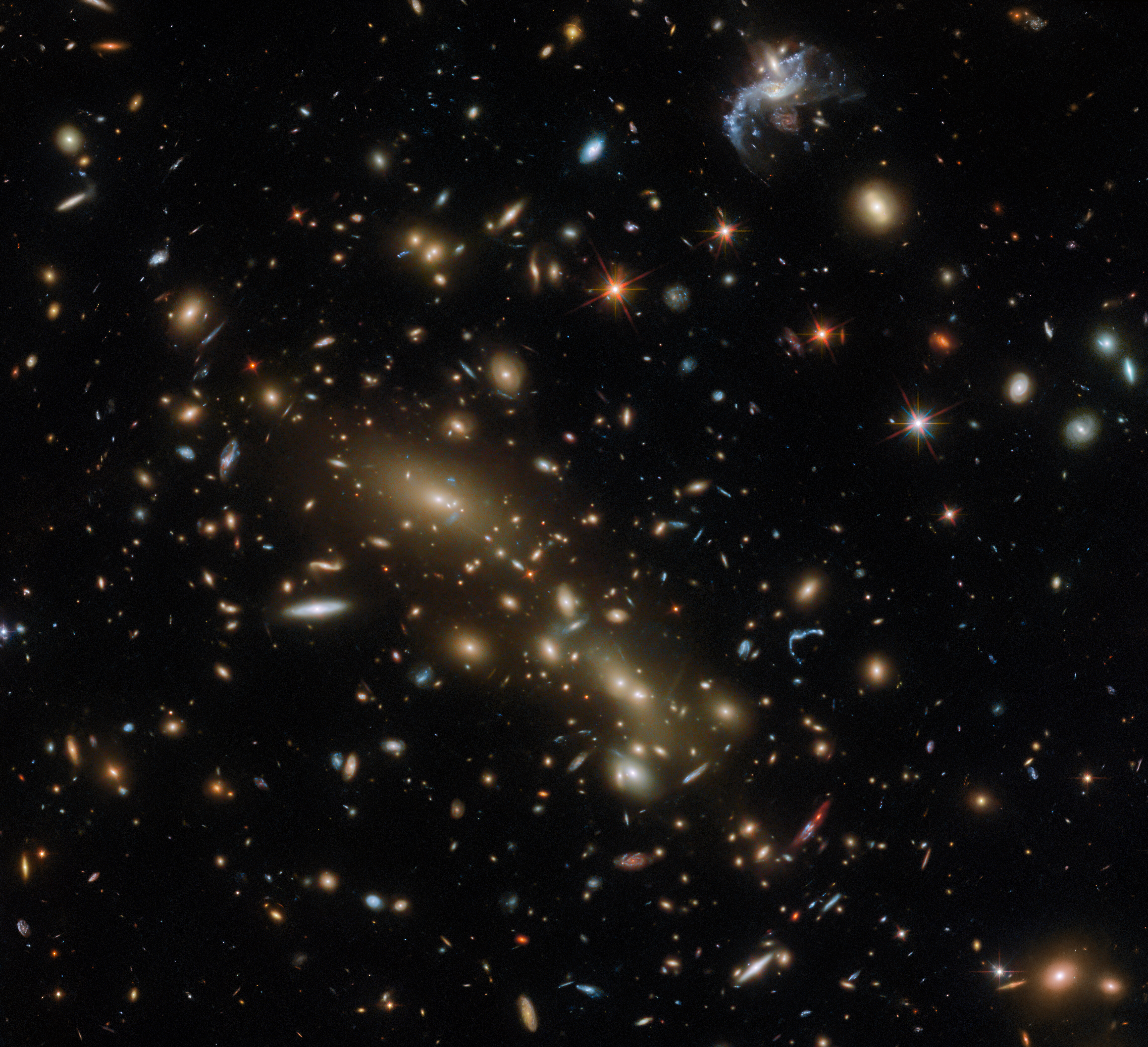
Abell 3192

Ein der Bezeichnung vorangestelltes S verweist auf Objekte des Südhimmels (1989er Katalog).